# CONVIVIR
CONVIVIR är ett colombianskt paramilitärt nätverk med högerpolitiska sympatier instiftat av den colombianske politikern Álvaro Uribe. CONVIVIR bildades 1994 som ett svar på den ökade brottsligheten och gerillaverksamheten inom landet.. Nätverket ligger bakom ett omdiskuterat antal mord på fackligt aktiva, jordbrukare och arbetare. CONVIVIR menar att de väpnande aktionerna är förebyggande och en del av säkerhetsarbetet, medan kritiker menar att det rör sig om regelrättade mord på oliktänkande. År 2007 avslöjade den amerikanska säkerhetstjänsten att företaget Chiquita Brands International finansierat CONVIVIR:s verksamhet i utbyte mot att de hjälpte till att motarbeta fackligt aktiva inom företaget. Trots att nätverket inte längre erhåller statligt stöd fortsätter många CONVIVIR-grupper att operera inom landet, och många forna medlemmar arbetar nu för andra paramilitära grupper. CONVIVIR klassas, tillsammans med Autodefensas Unidas de Colombia (AUC), som en terroristorganisation av USA och EU.